# Coupe d'Europe des lancers 2017
Navigation
Édition précédente Édition suivante
La Coupe d'Europe des lancers 2017 se déroule les 11 et 12 mars 2017 à Las Palmas, Grande Canarie en Espagne. Les compétitions pendront place dans deux stades : le Gran Canaria Sport Complex "Martín Freire", situé dans la partie sud de Las Palmas de Gran Canaria, pour les séniors, et le Stade municipal de Vecindario de Santa Lucía, pour les espoirs (moins de 23 ans). Pour la 1re fois, la Coupe est remportée par l'Italie, 4329 points, devant l'Ukraine, 4245 points et l'Espagne, 4182 points. Seules cinq équipes sont classées. Chez les séniors féminines, c'est la France qui l'emporte, devant l'Allemagne et l'Ukraine.

## Résultats

### Séniors

#### Hommes
| Épreuves          | Or                          | Argent                    | Bronze                        |
| Lancer du poids   | Mesud Pezer 20,68 m         | Carlos Tobalina 20,57 m   | Francisco Belo 20,52 m        |
| Lancer du disque  | Lukas Weißhaidinger 65,73 m | Andrius Gudžius 64,18 m   | Martin Kupper 62,86 m         |
| Lancer du marteau | Quentin Bigot 76,55 m       | Pavel Bareisha 74,41 m    | Simone Falloni 74,37 m        |
| Lancer du javelot | Julian Weber 85,85 m        | Roberto Bertolini 78,78 m | Paraskevás Batzávalis 78,40 m |

#### Femmes
| Épreuves          | Or                           | Argent                     | Bronze                           |
| Lancer du poids   | Anita Márton 18,05 m         | Jessica Cérival 17,50 m    | Yuliya Leantsiuk 17,48 m         |
| Lancer du disque  | Mélina Robert-Michon 62,35 m | Dragana Tomašević 59,60 m  | Hrisoúla Anagnostopoúlou 59,47 m |
| Lancer du marteau | Alexandra Tavernier 71,71 m  | Kathrin Klaas 71,06 m      | Ida Storm 70,97 m                |
| Lancer du javelot | Martina Ratej 60,66 m        | Ásdís Hjálmsdóttir 59,20 m | Christin Hussong 59,00 m         |